# Palazzo Acquaviva d'Atri
Il palazzo Acquaviva d'Atri è un palazzo monumentale di Napoli sito in via Atri, con ingresso principale al civico 37.
Sin dai primi anni del '400, i duchi di Atri possedettero delle abitazioni nella zona di Porta Donnorso, indicate nei documenti dell'epoca come "la casa del duca d'Atri a S. Pietro". La presenza degli Acquaviva nella zona crebbe poi nel 1470 con l'acquisto da parte di Giulio Antonio Acquaviva del palazzo che Galcerán de Requesens y Joan de Soler, conte di Trivento ed ammiraglio della flotta aragonese, aveva ricevuto in dono dal re. All'inizio del XVI secolo il figlio di Giulio Antonio e 8º duca d'Atri, Andrea Matteo, chiese a Giovanni Francesco Mormando di realizzare nell'area di sua proprietà un grande palazzo, adeguato al rilievo che la propria famiglia aveva assunto nel regno di Napoli, probabilmente ristrutturando l'edificio acquistato dal padre alcuni decenni prima. Nel 1514 i lavori erano ancora in corso per la realizzazione delle decorazioni in piperno, che caratterizzano ancora oggi il portale dell'edificio.
Nel 1773 la struttura dell'edificio venne poi rimaneggiata da Giuseppe Astarita che la caratterizzò in chiave barocca.
Agli inizi dell'Ottocento il palazzo fu acquistato da Davide Winspeare, dopo la sua nomina a barone nel 1814 (la famiglia avrebbe poi ottenuto per matrimonio il titolo di duca di Salve). Lo stemma Winspeare ancora compare, pur se fortemente danneggiato, nella decorazione pittorica sopra il portale di ingresso.
L'esterno è caratterizzato da un basamento in piperno con un toro dello stesso materiale che incornicia le finestre; il portale presenta un timpano con decorazione a riccioli. Le finestre dei piani superiori sono decorate con cornici aventi un timpano aggettante, definito da un'apertura centrale per l'illuminazione degli ambienti.
Nel cortile c'è un pozzo di antica origine, mentre la struttura è caratterizzata da archi in piperno che delimitano il perimetro.
Sotto gli auspici di Andrea Matteo, il palazzo fu luogo di incontro di famosi letterati come Giovanni Pontano e Jacopo Sannazaro, le cui opere furono stampate in una tipografia di proprietà del duca di Atri.

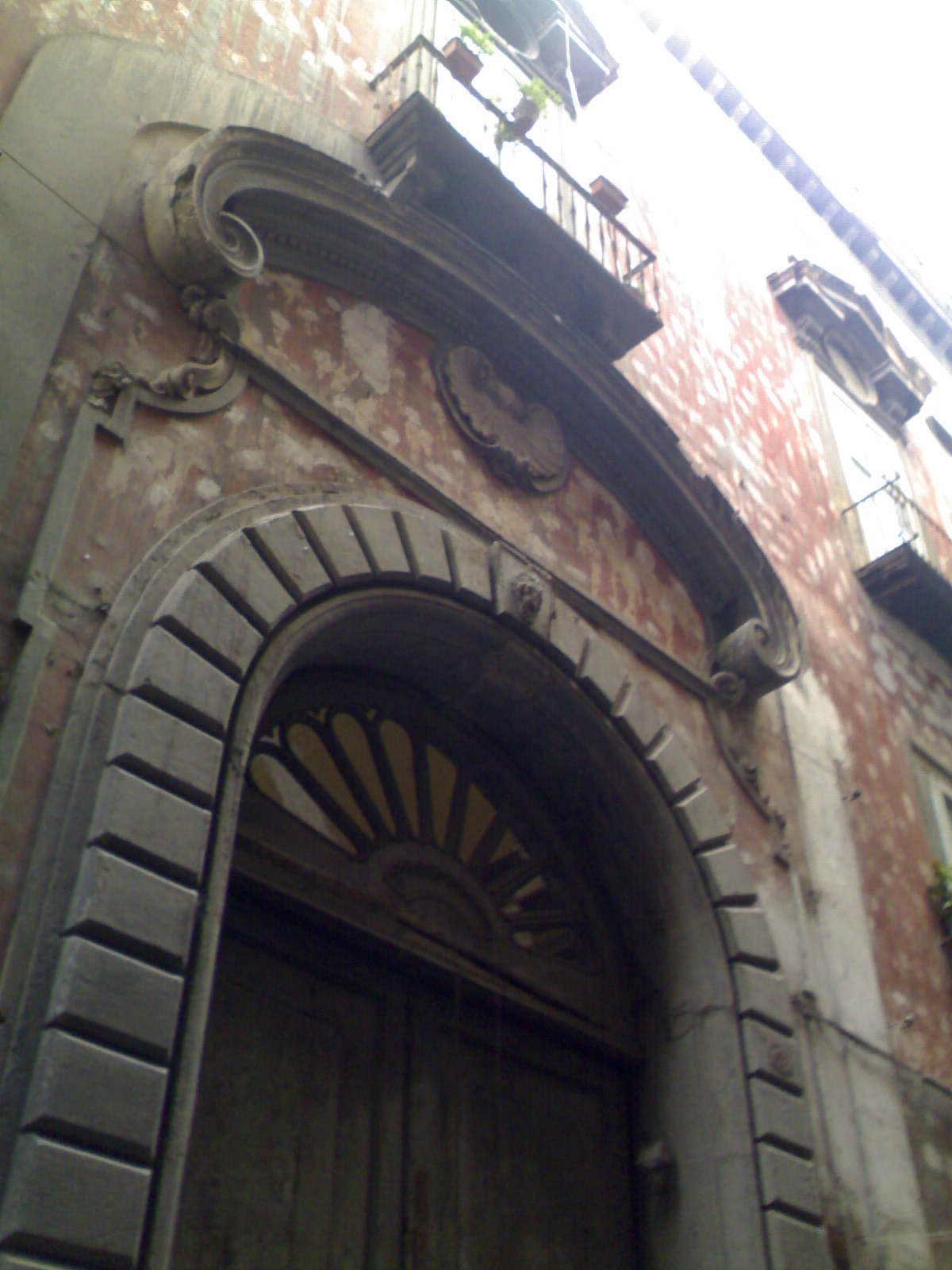
Particolare del portale
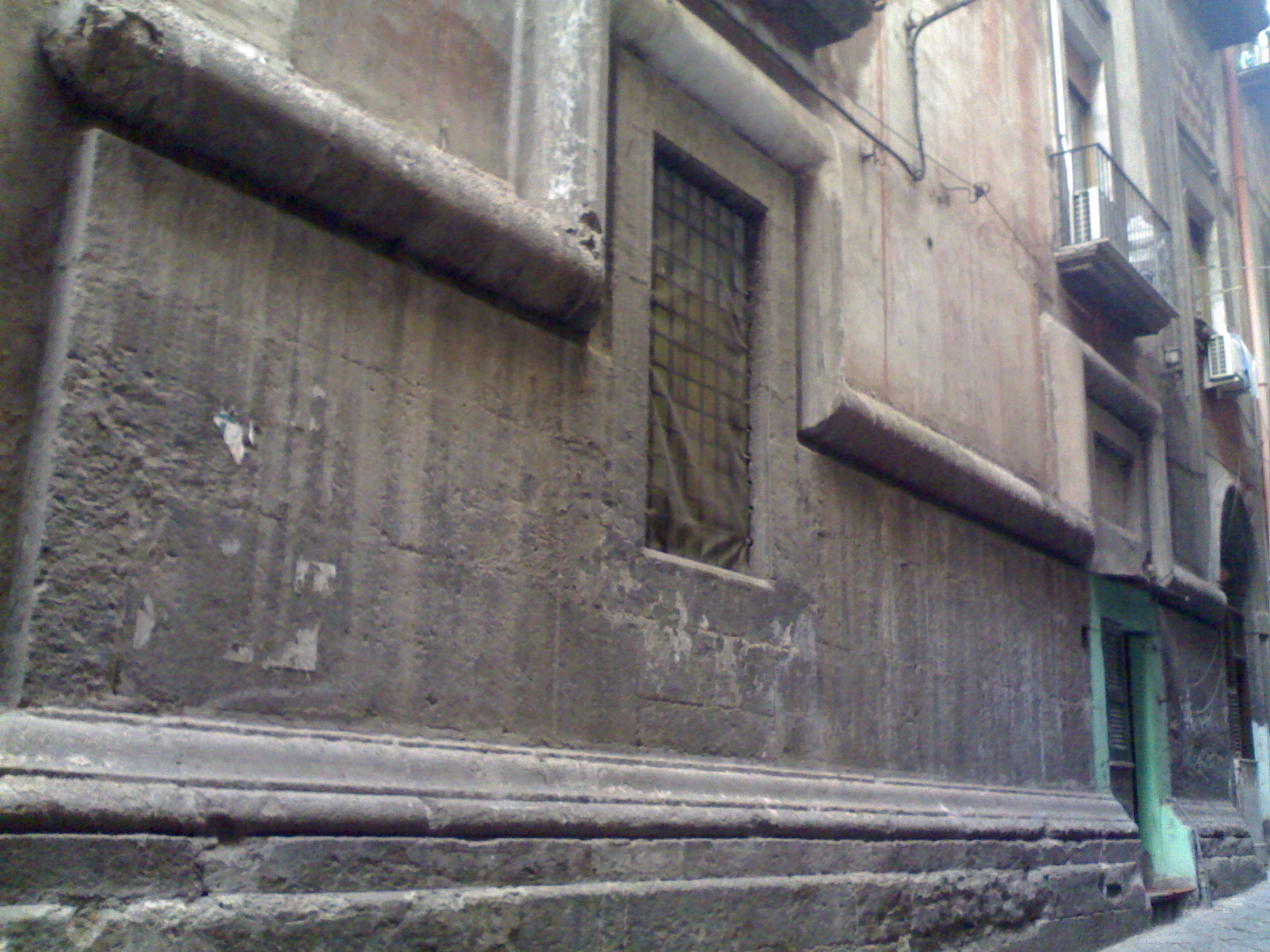
Il basamento